# Paykullia partenopea
Paykullia partenopea är en tvåvingeart som först beskrevs av Camillo Rondani 1861.  Paykullia partenopea ingår i släktet Paykullia och familjen gråsuggeflugor.
Artens utbredningsområde är Italien. Inga underarter finns listade i Catalogue of Life.